# Cattedrale di Santa Maria Ausiliatrice
La cattedrale di Santa Maria Ausiliatrice sorge a Neuquén ed è la cattedrale della diocesi di Neuquén. Fu consacrata nel 1950.